# Tadeusz Józef Żuliński

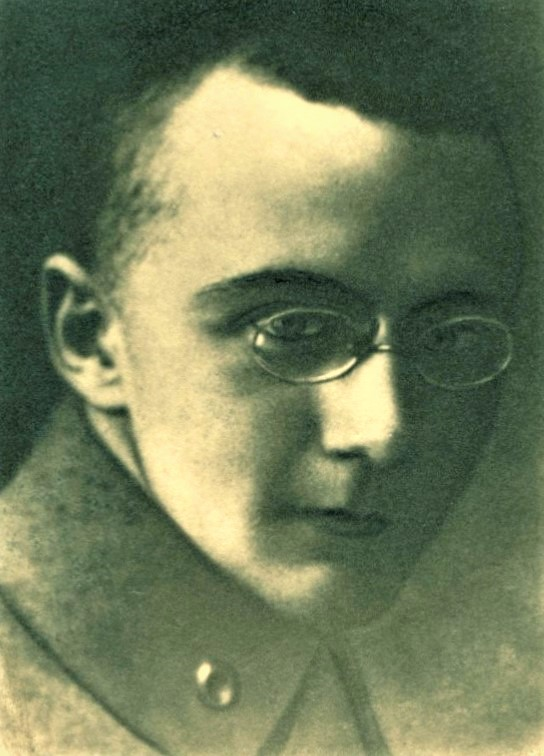
Tadeusz Żuliński ok. 1910–1914

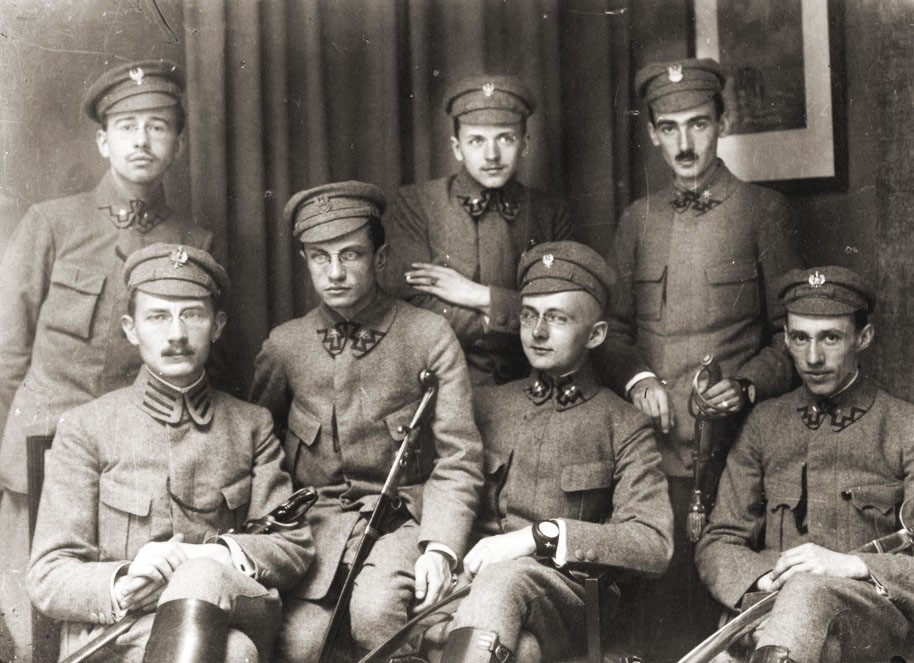
Komenda Naczelna POW w roku 1914. Stoją od lewej: Ppor. Aleksander Tomaszewski, ppor. Marian Zyndram-Kościałkowski, ppor. Wacław Jędrzejewicz. Siedzą od lewej: sierż. Dezyderiusz Zawistowski, ppor. Konrad Libicki, por. Tadeusz Żuliński, ppor. Bogusław Miedziński

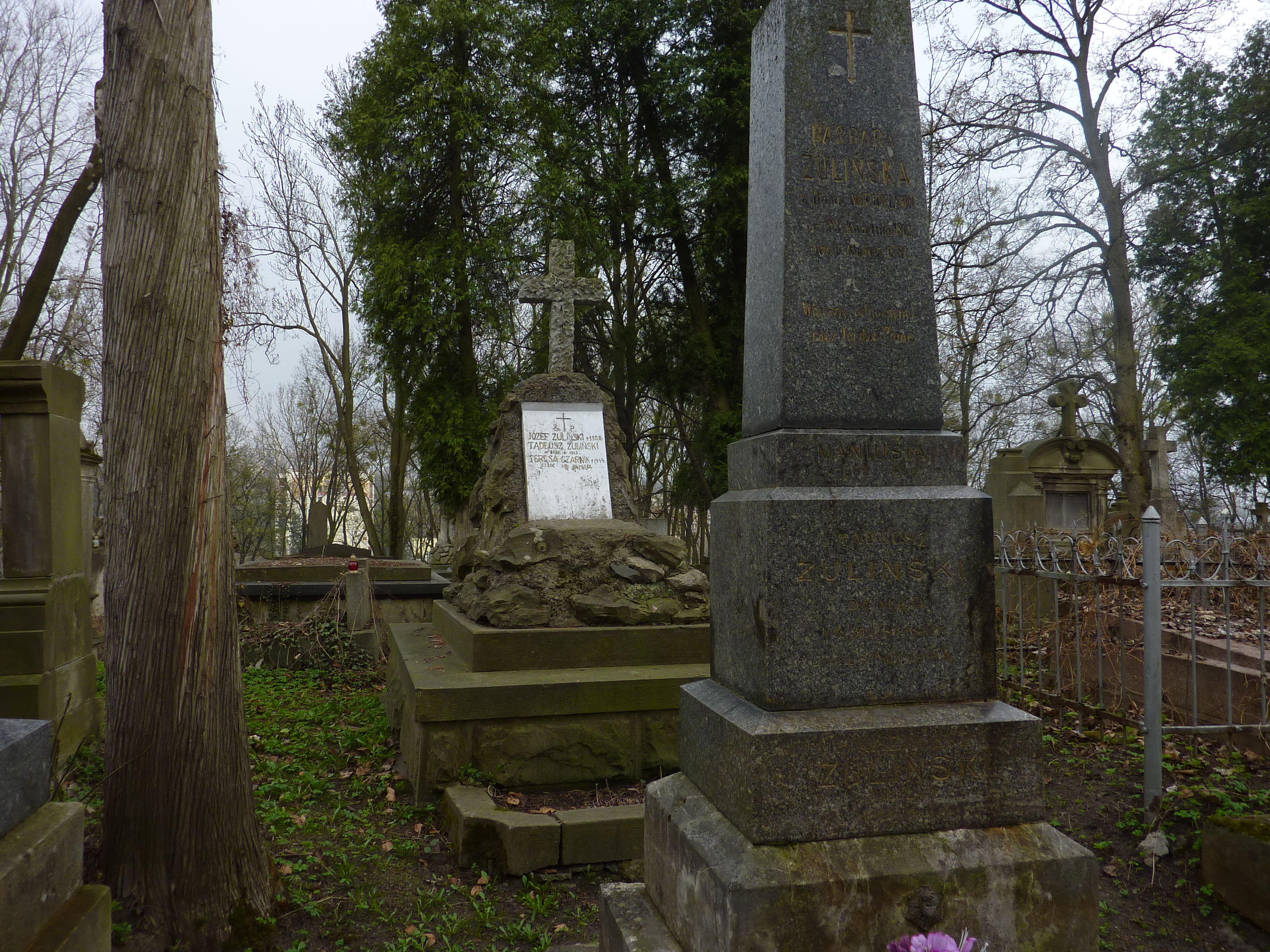
Grób Tadeusza Żulińskiego na cmentarzu Łyczakowskim

Tadeusz Józef Żuliński, ps. „Roman Barski” (ur. 28 maja 1889 we Lwowie, zm. 5 listopada 1915 w Sewerynówce) – porucznik Legionów Polskich, lekarz medycyny, działacz niepodległościowy i socjalistyczny, kawaler Orderu Virtuti Militari, pierwszy komendant naczelny Polskiej Organizacji Wojskowej.

## Życiorys
Urodził się 28 maja 1889 we Lwowie, w rodzinie Józefa Anzelma (1841–1908), powstańca z 1863, nauczyciela, i Łucji z Grossów, córką zesłańca syberyjskiego z 1846 i wnuczką rotmistrza z 1831. Miał pięć sióstr: Barbarę, Łucję, Teresę, Paulinę oraz Maniusię (1889–1890), która była jego siostrą bliźniaczką. Od najmłodszych lat życia wychowywany był w duchu patriotycznym.
Od 1900 uczęszczał do c. k. V Gimnazjum we Lwowie. Należał do tajnego kółka samokształceniowego, redagował gazetkę szkolną, a w 1906 uczestniczył w strajku szkolnym. Egzamin dojrzałości złożył rok później. W tym samym roku podjął studia na wydziale chemii Politechniki Lwowskiej. W kolejnym roku zmienił plany i przeniósł się na wydział lekarski Uniwersytetu Lwowskiego. Dyplom uzyskał w grudniu 1913.
Od samego początku istnienia Związku Strzeleckiego należał do najaktywniejszych jego członków. Ukończył kurs oficerski Związku Walki Czynnej i został przez Józefa Piłsudskiego wyróżniony znakiem oficerskim „Parasol” jako jedna z 64 osób. Wkrótce po tym z rozkazu Piłsudskiego wyjechał najpierw do Warszawy, a potem do Zagłębia Dąbrowskiego z zadaniem agitowania do idei socjalistycznych głoszonych przez PPS i zakładania komórek Związku Strzeleckiego na tamtym terenie. Na początku 1914 zostaje mianowany komendantem Związku Strzeleckiego w Zagłębiu Dąbrowskim. Pod koniec czerwca 1914 podjął pracę zarobkową jako lekarz w Mikołowie.
Po ogłoszeniu mobilizacji stawił się w Krakowie, gdzie objął funkcję adiutanta Piłsudskiego. Wziął udział w kampanii kieleckiej i walkach nad Wisłą. Po utworzeniu Legionów otrzymał stopień podporucznika piechoty (9 października 1914). Cztery dni później zostaje mianowany przez Piłsudskiego pierwszym komendantem utworzonej w sierpniu celu walki z zaborcą rosyjskim Polskiej Organizacji Wojskowej. 22 października przybył do Warszawy. Tutaj tworzył podwaliny organizacji, głównie na bazie dawnych współpracowników z PPS oraz Drużyn Strzeleckich. Rozwijał działalność organizacji w Warszawie i okolicy, Radomiu, guberni lubelskiej i siedleckiej, a także w Wilnie i Grodnie.
Współpracował z Janem Bielawskim i Tomaszem Arciszewskim, tworząc na początku listopada 1914 Oddział Lotny Wojsk Polskich. Jako komendant POW dokonał zaprzysiężenia oddziału i mianował na jego pierwszego dowódcę Jana Bielawskiego. Uczestniczył w kilku akcjach zbrojnych przeprowadzonych przez Oddział, m.in. pod Grodziskiem, w Warszawie, pod Tłuszczem. Uczestniczył także w maju 1915 w brawurowej akcji w fortach Brześcia zaplanowanej i kierowanej przez Józefa Korczaka.
Po zajęciu Warszawy przez wojska niemieckie, zorganizował tzw. Batalion Warszawski jako uzupełnienie I Brygady i 22 sierpnia wyruszył z nim na front. 2 września został mianowany dowódcą 2 kompanii VI batalionu. Razem ze swoją kompanią uczestniczył w ciężkich walkach na Wołyniu. 29 października 1915 w czasie walk pod Kamieniuchą został ciężko ranny w brzuch kilkoma kulkami szrapnela. Do 31 października pozostawał w pułkowym punkcie opatrunkowym we wsi Kukle, a następnie przewieziony do Zakładu Sanitarnego I Brygady Legionów Polskich w Sewerynówce. Tam 5 listopada 1915 zmarł na zapalenie otrzewnej, będącej następstwem odniesionych ran i następnego dnia pochowany. Później został ekshumowany i 12 maja 1916 pochowany w grobowcu rodzinnym na Cmentarzu Łyczakowskim we Lwowie.

## Ordery i odznaczenia
Wszystkie ordery, odznaczenia i odznaki (z wyjątkiem tzw. „Parasola”) zostały mu nadane pośmiertnie.
- Krzyż Srebrny Orderu Wojskowego Virtuti Militari nr 7137 – 17 maja 1922[11][12]
- Krzyż Niepodległości z Mieczami – 19 grudnia 1930 „za pracę w dziele odzyskania niepodległości”[13]
- Krzyż Walecznych czterokrotnie[14][12]
- Odznaka pamiątkowa Polskiej Organizacji Wojskowej nr 4 – 6 sierpnia 1919[14][12]

## Upamiętnienie
Jego życiorys opisał Karol Koźmiński w książce pt. Kamienie na szaniec, wydanej w 1937.
15 marca 1931 w Warszawie, w czasie zjazdu delegatów Związku Peowiaków, uroczyście odsłonięto i poświęcono tablicę pamiatkową w domu narożnym u zbiegu ul. Żurawiej i Poznańskiej, wmurowanej w fronton tego gmachu dla upamiętnienia chwili wymarszu batalionu warszawskiego do I Brygady Legionów Polskich. Na tablicy wyryto napis: „Z tego domu dnia 22 sierpnia 1915 r. o godz. 5 rano na rozkaz Komendanta Głównego Józefa Piłsudskiego pod dowództwem por. Tadeusza Żulińskiego wymaszerował na pole walki I Brygady Legionów Polskich o Niepodległość Ojczyzny Baon Warszawski Polskiej Organizacji Wojskowej”.
Powstały w 1933 we Lwowie Oddział Sanitarny Związku Strzeleckiego przybarał za patrona por. dr. T. Żulińskiego.
1 września 1935, w 20. rocznicę wymarszu batalionu POW na pole walki, odcinek ul. Żurawiej w Warszawie od ul. Marszałkowskiej do Poznańskiej został przemianowany na ulicę por. Tadeusza Żulińskiego.